# Tahmoor
Tahmoor är en ort i Australien. Den ligger i kommunen Wollondilly och delstaten New South Wales, i den sydöstra delen av landet, omkring 70 kilometer sydväst om delstatshuvudstaden Sydney. Tahmoor ligger 280 meter över havet och antalet invånare är 4 236.
Närmaste större samhälle är Camden South, omkring 18 kilometer nordost om Tahmoor.
I omgivningarna runt Tahmoor växer huvudsakligen savannskog. Runt Tahmoor är det glesbefolkat, med 14 invånare per kvadratkilometer. Genomsnittlig årsnederbörd är 1 288 millimeter. Den regnigaste månaden är februari, med i genomsnitt 215 mm nederbörd, och den torraste är juli, med 34 mm nederbörd.